# سكة الحديد في بنغيلا
|        |  |  |  |  | لوبيتو                          |  |
|        |  |  |  |  | بنغيلا                          |  |
|        |  |  |  |  | Cubal                           |  |
|        |  |  |  |  | Ganda                           |  |
|        |  |  |  |  | Tchindjenje                     |  |
|        |  |  |  |  | Ukuma                           |  |
|        |  |  |  |  | Longonjo                        |  |
|        |  |  |  |  | Caala                           |  |
|        |  |  |  |  | هوامبو                          |  |
|        |  |  |  |  | Chinguar                        |  |
|        |  |  |  |  | Cunhinga                        |  |
|        |  |  |  |  | كويتو                           |  |
|        |  |  |  |  | Catabola                        |  |
|        |  |  |  |  | كاماكوبا ‏                       |  |
|        |  |  |  |  | Cuemba                          |  |
|        |  |  |  |  | Luena                           |  |
|        |  |  |  |  | Léua                            |  |
|        |  |  |  |  | Cameia                          |  |
|        |  |  |  |  | Luacano                         |  |
|        |  |  |  |  | Luau                            |  |
|        |  |  |  |  | \| أنغولا \| \| Congo \| border |  |
|        |  |  |  |  | ديلولو ‏                         |  |
|        |  |  |  |  | Divuma                          |  |
|        |  |  |  |  | Kasaji                          |  |
|        |  |  |  |  | Mutshatsha                      |  |
|        |  |  |  |  | كولويزي                         |  |
|        |  |  |  |  | Tenke                           |  |
|        |  |  |  |  |                                 |  |
| أنغولا |  |  |  |  |                                 |  |
| Congo  |  |  |  |  |                                 |  |

| أنغولا |
| Congo  |

شبكة السكك الحديدية في أنغولا (نسخة تفاعلية)
قياس المسار1067 مم ، قياس المسار 610 مم

سكة الحديد في بنغيلا هي شبكة سكك الحديد التي تديرها شركة Caminhos-de-Ferro de Benguela .و تربط بين ميناء لوبيتو على المحيط الأطلسي في أنغولا وبين شبكة السكك الحديدية في مقاطعة كاتانغا ، في جمهورية الكونغو الديمقراطية، وبين شبكة سكك الحديد في زامبيا. تعد سكة الحديد في بنغيلا جزءا من خط عابر للقارات عن طريق ربط المحيط الأطلسي من خلال سكة الحديد في بيرا(موزمبيق) و سكة الحديد في دار السلام (تنزانيا ) بالمحيط الهندي، . كما تملك ارتباطاً غير مباشر لنظام السكك الحديدية في جنوب أفريقيا.

## تاريخ
يتخذ خط السكك الحديدية تقريبا مسار طرق التجارة القديمة بين المركز التجاري القديم لبنغيلا والأرياف المتناثرة على هضبة بيي. في عام 1899، بدأت الحكومة البرتغالية بناء السكك الحديدية لمنح حق الوصول إلى الهضبة الأنغولية المركزية لإستغلال الثروة المعدنية ثم الوصول إلى دولة الكونغوالحرة . منح امتياز تشغيل الخط السككي لمدة 99 عاما، إلى السير روبرت ويليامز في 28 نوفمبر 1902. تولت شركته «سكة حديد بنغيلا» عملية البناء التي بدأت في 1 مارس 1903
والسادة بولينغ وشركائه  والسادة غريفيث آند وشركائه  وتم التعاقد بينهم لبناء أجزاء من السكك الحديدية.
بحلول عام 1914 وعندما بدأت الحرب العالمية الأولى، تم الانتهاء من إنهاء بناء 500 كيلومتر (310 ميل). وتوقف البناء حتى عام 1920 وبعد ذلك تم إنهاء أعمال البناء بوصل السكك الحديدية للواو - Luau - على حدود دولة الكونغو الحرة في عام 1929.كان الغرض الأساسي من الخط السككي هو تجارة التصدير بينما كانت حركة المرور المحلية الأنغولية ذات أهمية ثانوية.الخط أثبتت نجاحه ومردوده المربح جداً، وخاصة في 1970 سنة عندما أغلقت زامبيا حدودها مع روديسيا آنذاك.
بعد استقلال أنغولا في عام 1975، تسببت الحرب الأهلية الأنغولية في وقف نشاط النقل السككي .
إلى غاية 2000 (العقد)، ظل معظم البنية التحتية متضرر بشدة أو مدمراً. في عام 2005 بدأت المحادثات بين أنغولا وزامبيا بشأن استعادة عمليات النقل السككي . قدمت جمهورية الصين الشعبية ما يقارب 500 مليون دولار من المساعدات المالية لمساعدة استبدال المسار التي دمرته الحرب.

## إعادة التأهيل
في 29 أغسطس 2011، استأنفت شركة Caminhos-de-Ferro de Benguela خدمة ربط خط السكة الحديدية لبنغيلا /هوامبو
الذي توقف في أكتوبر 1992 بسبب النزاع المسلح في أنغولا. بعد مراسم قص الشريط في محطة وبيتو، ركب الضيوف القطار على طول القسم وبيتو / بينغويلا ( 54 شخصا )على متن العربات المصنوعة في جنوب أفريقيا وقاطرة من إنتاج جنرال إلكتريك التي كانت في الخدمة منذ عام 1973.
في 31 مارس 2012، قطع قطار اختبار مسافة 202 كم من هوامبو إلى كويتو في مقاطعة بييه (حاليا في كونينجي، تبعد بضعة كيلومترات إلى الشمال من مدينة الفعلية )، و على متنه وزير النقل أوغستو دا سيلفا توماس .وقال وزير النقل ان فريقان يعملان على إعادة إعمار محافظة بييه بين لوينا ومقاطعة موكسيكو، واحد من كويتو شرقا، والآخر من لوينا غربا 
في 25 مايو 2012، وصل قطار الاختبار التقني إلى لوينا، كما أكد وزير النقل لاحقاً .وعدت الحكومة بأن الخط سيصل تشغيله إلى حدود محطة لوا، في مقاطعة موكسيكو حتى نهاية عام 2012.
وفقا لأنغولا دي جورنال، توظف شركة CBF (مايو 2012) 1.321 عامل، في عام 2011 تم نقل 129.430 راكبا و 5.640 طن من البضائع. وتشغيل قطارين يوميا بين لوبيتو وبنغيلا، واحد في الأسبوع لهوامبو، وثلاثة في الأسبوع بين ولوبيتو وكوبال.

## المحطات الرئيسية
- وبيتو - 0 كم
- بنغيلا - 33 كم، الذي أنجز في يونيو 1906
- كوبال - 194 كم، أكملت في عام 1908
- كالا - 395 كم
- هوامبو - 423 كم
- كويتو -
- لوا، موكسيكو - 1332 كم، الذي أنجز في عام 1929، على حدود جمهورية الكونغو الديمقراطية

### Galeria

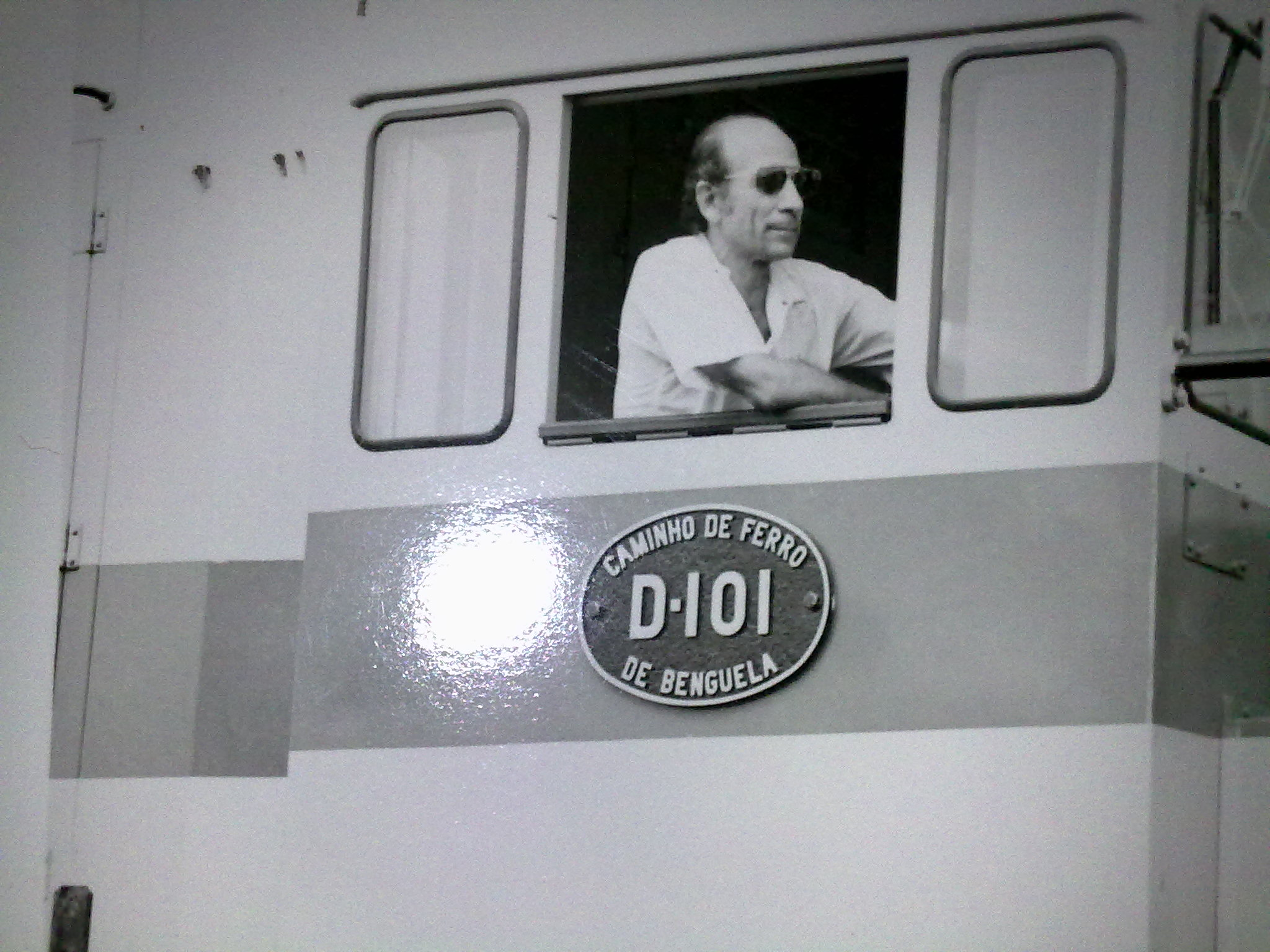
قاطرة الديزل في عام 1973
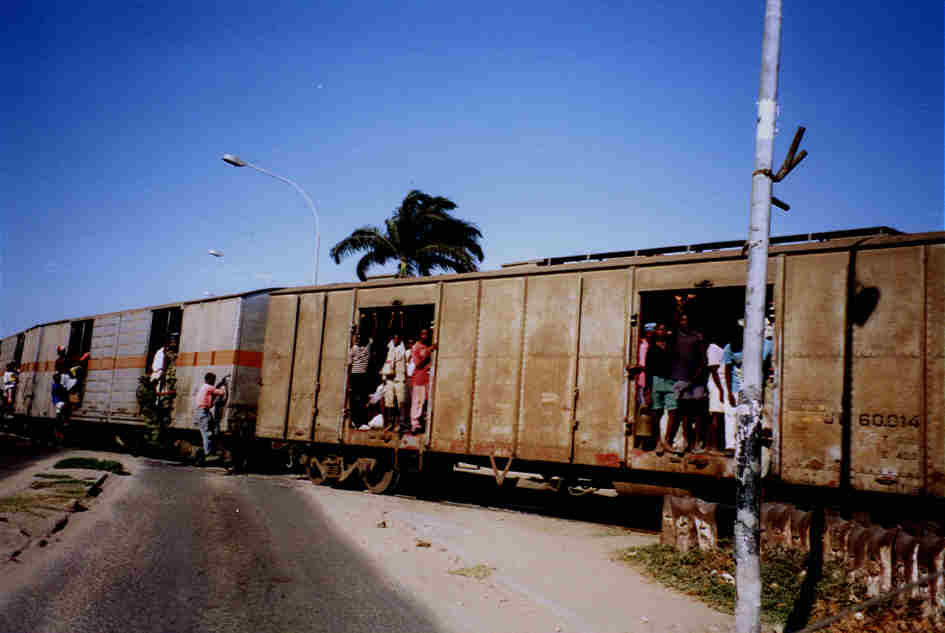
خط يعبر المسار في بنغيلا
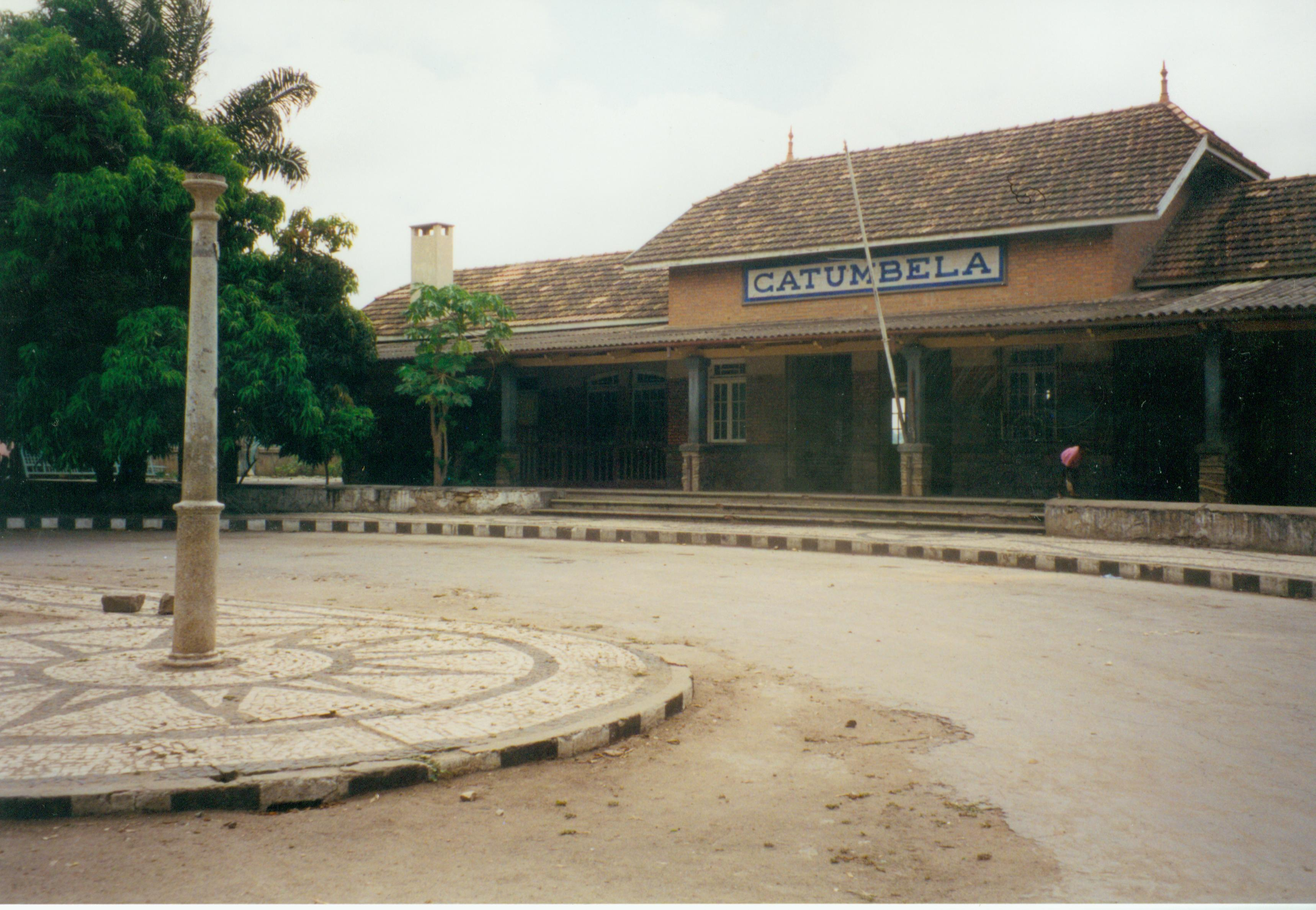
محطة في كاتومبيلا
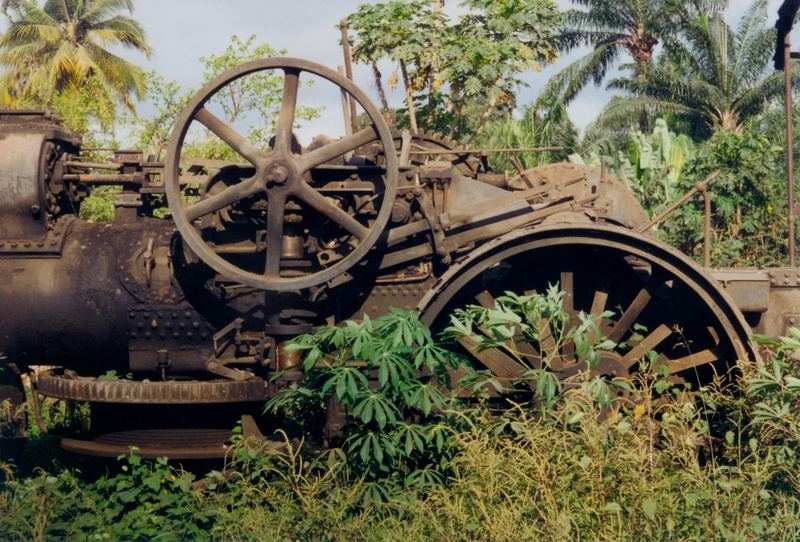
قاطرة في لوبيتو

## انظر ايضا
- مبادرة الحزام والطريق
- ممر لوبيتو
- إدارة لوبيتو أتلانتيك للسكك الحديدية